# Ozark Plateau
Ozark Plateau, také Ozark Mountains (česky Plošina Ozark) je zalesněná tabulovitá plošina ve státech Missouri, Arkansas a Oklahoma ve střední části Spojených států amerických. Náleží k regionu fyzické geografie nazývanému Interior Highlands. Tento region vysočin si uchoval původní přírodní znaky, nicméně ze všech stran je obklopený nížinami s intenzívní zemědělskou činností. Zalesněná oblast vystupuje nad své okolí a působí jako zelený ostrov uprostřed obilných polí.

## Geografie
Ozark Plateau se rozkládá na ploše přibližně 100 000 km2. Nejvyšší bod Buffalo Lookout má nadmořskou výšku 781 m. Skládá se ze čtyř geomorfologických oblastí: Salemské plošiny, Springfieldské plošiny, Pohoří Saint Francois a Bostonských hor.
Ozark Plateau je strukturou klenba. V prekambriu zde probíhala silná vulkanická činnost, následovalo období sedimentace ukončené zdvihem. Ve složení hornin převládají vápence, dolomity, pískovce a břidlice. V oblasti se nachází řeky, největší je White River. V horní části plošiny řeky meandrují, ve svažujících místech se mění v horské řeky s peřejemi a vodopády.

## Členění
- Salem Plateau (Salemská plošina)
- Springfield Plateau (Springfieldská plošina)
- Saint Francois Mountains (Pohoří Saint Francois)
- Boston Mountains (Bostonské hory)